# Алекс Грей (художник)
Алекс Грей (англ. Alex Grey), справжнє ім'я Алекс Велзі (англ. Alex Velzy, нар. 29 листопада 1953, Колумбус, Огайо) — американський художник.

## Життєпис
Алекс Велзі народився 1953 року в Колумбусі, штат Огайо. Його батько був графічним дизайнером і підтримував бажання хлопця малювати. Під впливом Тімоті Лірі, у 12-річному віці Алекс створив науковий проєкт, присвячений ЛСД, а в 17-річному віці виграв у змаганні ілюстраторів журналу «Seventeen» для підлітків. З 1971 по 1973 Алекс навчався в приватній художній школі в Коламбусі. 1974 року він вперше спробував ЛСД, а також познайомився зі своєю майбутньою дружиною Елісон.
Протягом 1975—1980 років Алекс працював у відділі анатомії Гарвардської медичної школи. В цей період він захопився психоделіками та паранормальними явищами, багато читав про це в університетській бібліотеці. 1977 року Алекс та Елісон одружилися, взявши прізвище Грей. Разом вони вивчали трансценденталізм та тибетський буддизм. 1978 року Грей вперше прочитав серію лекцій на тему «Історія життєвої енергії» в Бостоні, використовуючи знання людської анатомії, але також зображаючи меридіани, чакри та аури. Після успіху лекцій Елісон Грей запропонувала чоловікові створити серію картин, які відображали б різні рівні людського існування.
1979 року Алекс Грей розпочав роботу над колекцією картин, яка тривала десять років та отримала назву Sacred Mirrors (укр. Священні дзеркала), відображаючи 21 рівень людського тіла, розуму та духу. 1984 року родина Грей переїхала з Бостону до Брукліну, Нью-Йорк. 1986 року в Нью-Йорку відбулася персональна виставка робіт Грея. Також ретроспектива його робіт була показана 1999 року в Музеї сучасного мистецтва в Сан-Дієго.
Роботи Грея неодноразово використовувалися для оформлення музичних альбомів Nirvana, Beastie Boys та інших виконавців. Найбільш відома його співпраця із рок-гуртом Tool, що починаючи з 2000-х років використовував роботи Грея в оформленні альбомів Lateralus, 10,000 Days та Fear Inoculum, а також для декорацій концертних виступів.